# Martin Marietta SV-5D
L'SV-5D (anche noto come X-23A PRIME ) era un modello di corpo portante costruito dalla Martin Marietta per l'United States Air Force (USAF) a metà degli anni sessanta.
Il suo scopo era dimostrare la fattibilità di un veicolo spaziale con una traiettoria di rientro abbastanza indipendente dall'orbita del satellite madre in grado di trasferire con precisione un carico dal satellite ad un punto prefissato sulla superficie terrestre, potendo anche deviare di 1100 km dal percorso di una corrispondente traiettoria di volo balistica.

## Storia del progetto

### Generalità

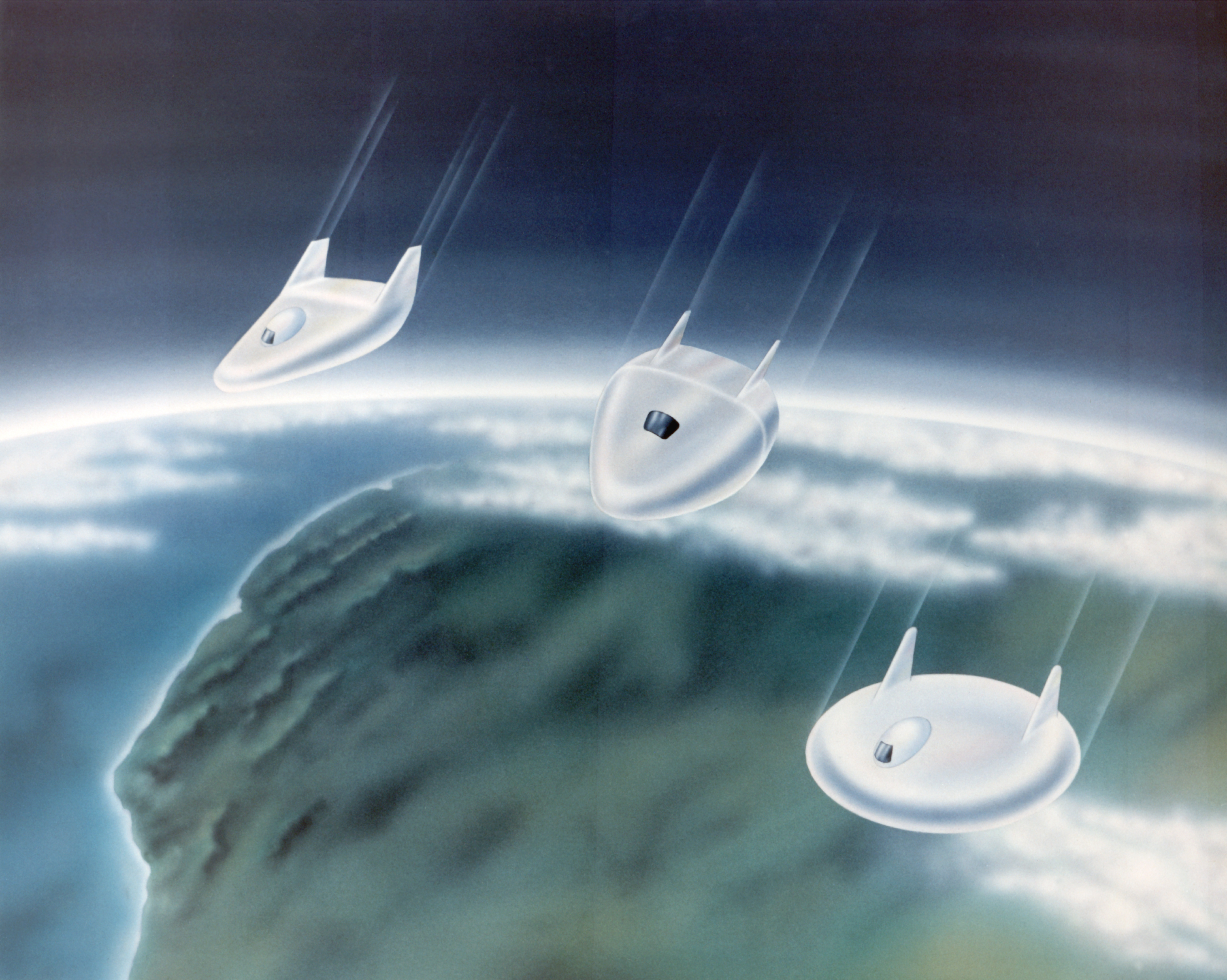
Alcuni corpi portanti studiati dalla NASA. A sinistra l'Ames M2-F1 e al centro, l' M1.

All'inizio degli anni sessanta, l'USAF finanziò diversi progetti presso le industrie aerospaziali nazionali per veicoli dotati di ali (anche a geometria variabile) destinati al rientro atmosferico che portarono, principalmente, allo sviluppo di due progetti, il Boeing X-20 Dyna-Soar (uno spazioplano con equipaggio)  e l'ASSET (un veicolo per il rientro senza equipaggio a bordo).

Parallelamente la Martin stava sviluppando già dal 1959 un veicolo basato sul concetto di corpo portante partendo dai profili Ames M1 ed M2 della NASA per il recupero delle capsule dati dai satelliti da osservazione SAMOS (Satellite And Missile Observation System). In seguito, fu preferito il profilo A-3 precedentemente sviluppato dalla Aerospace Corporation caratterizzato da una parte ventrale piatta e due derive verticali. Il disegno finale fu affidato a Hans Multhopp, un ingegnere tedesco che aveva lavorato durante la seconda guerra mondiale alla Focke-Wulf, che adattò i volumi del profilo originale della Aerospace ai requisiti di carico richiesti dall'USAF disegnando il profilo A3-4 (poi noto come SV-5).
Dopo la cancellazione del programma Dyna-Soar, le risorse impiegate sul progetto ASSET furono fuse, nel gennaio del 1964, con quelle dell'SV-5 nel programma 680A dell'Air Force (chiamato anche START, Spacecraft Technology and Advanced Reentry Test) che riuniva tutti gli studi sui corpi portanti.
Il programma START era diviso in due progetti, il PRIME (Precision Reentry Including Maneuvering reEntry), un modello in scala di SV-5 senza pilota dedicato allo studio di fattibilità di un veicolo di rientro che darà vita all'X-23A ed il PILOT (Piloted Lowspeed Tests), la versione a grandezza naturale dell'SV-5 che diventerà l'X-24A.
I lavori sul PRIME iniziarono nel novembre del 1964, con un contratto per quattro esemplari assegnato dalla divisione sistemi spaziali della USAF alla Martin Aircraft Company che raffinò il disegno dell'SV-5 nella nuova versione SV-5D, un veicolo da 400 kg in alluminio con un sistema di protezione termico ablativo per il rientro a velocità ipersoniche. Tra il dicembre del 1966 e l'aprile del 1967 furono lanciati tre veicoli X-23 mediante un lanciatore Atlas SLV-3. Visto il successo dei primi tre lanci fu deciso di rinunciare al quarto per motivi economici.

### Designazione modello
Al modello SV-5D della Marietta è stata generalmente attribuita la designazione X-23A.

Il 16 novembre del 1965, fu richiesto il nome X-23A per il modello con equipaggio SV-5P (a cui verrà invece assegnato il nome X-24A nel 1967).
La documentazione che accompagnava il SV-5P era chiara circa le caratteristiche del veicolo: con equipaggio e per basse velocità di volo. L'ufficio preposto dell'USAF rigettò la richiesta perché, secondo le linee guida per la designazione del 1962, il prefisso "X" poteva essere assegnato solo a velivoli con equipaggio mentre a loro, erroneamente, quel veicolo risultava "unmanned".
La questione si trascinò per diversi mesi ed alla fine i responsabili dell'USAF decisero di richiedere la designazione X-23A per il modello senza equipaggio SV-5D PRIME e la designazione X-24A per il modello con equipaggio SV-5P.
La proposta per l'X-24A fu quindi presentata ed approvata, ma per l'X-23A, apparentemente, non fu presentata alcuna richiesta formale all'ufficio preposto.
La ragione è probabilmente da ricercare nelle scarse possibilità di successo che la richiesta aveva di essere accolta, stante il rifiuto dell'ufficio per la nomenclatura di accettare velivoli senza equipaggio.
La designazione X-23 rimase quindi vacante.

## Tecnica

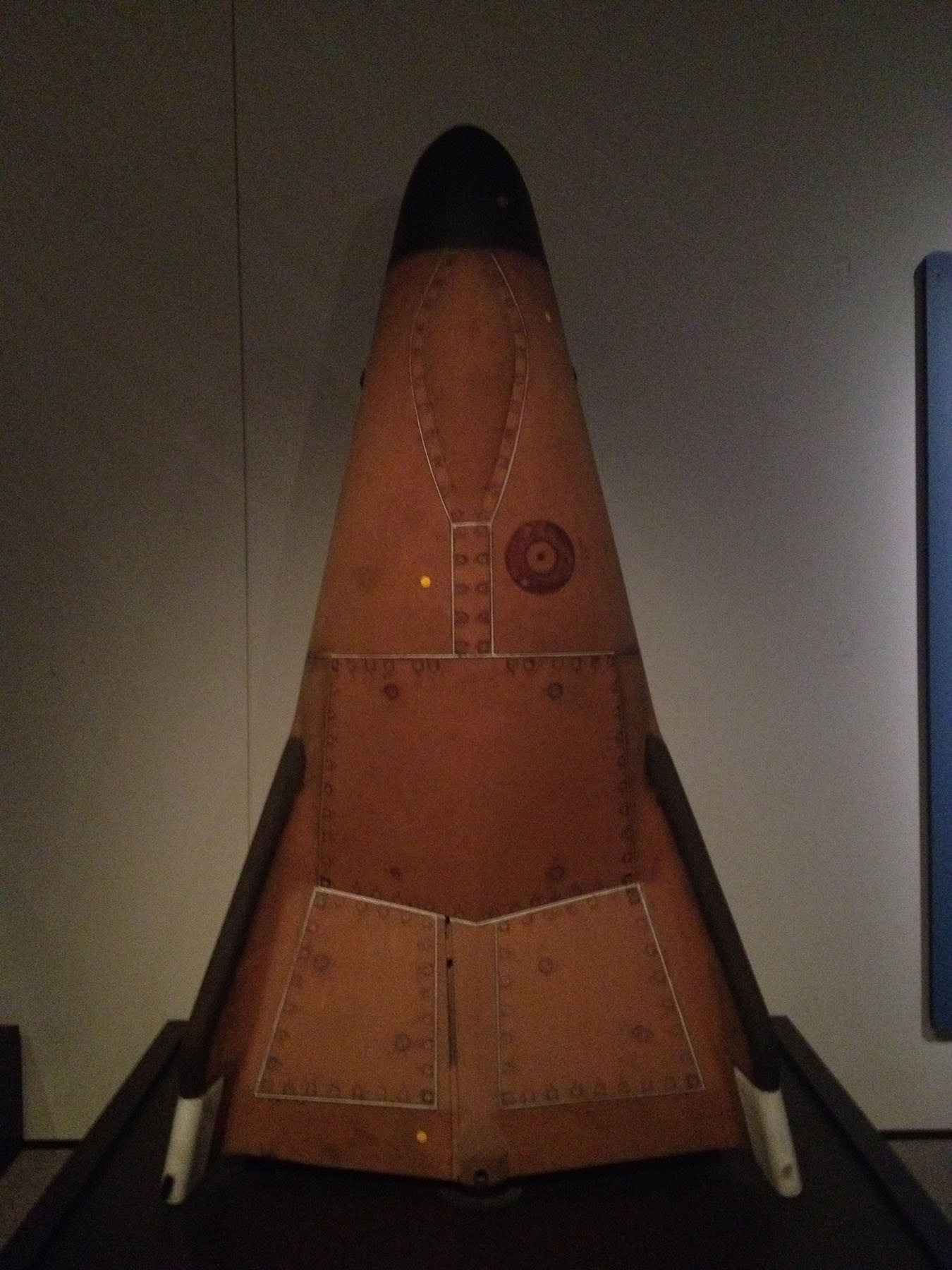
Vista superiore del quarto esemplare di SV-5D. Il colore differente evidenzia i diversi tipi di materiali ablativi utilizzati per il cono anteriore e per i bordi di attacco delle ali.

### Cellula
I principali elementi strutturali del corpo centrale erano costruiti da alluminio 2014-T6 rivettato ed imbullonato. Questo materiale fu scelto (preferendolo al titanio, previsto nelle prime fasi di progettazione) per la sua caratteristica di trasferire rapidamente il calore dalle zone più calde, riducendo così gli stress meccanici dovuti alla dilatazione termica. Il contenitore della strumentazione era in lega di magnesio HK31A. I due flap posizionati nella parte ventrale-posteriore della fusoliera erano costituiti da piastre forgiate di berillio, mentre le derive erano costruite con lastre di berillio su pannelli a nido d'ape in acciaio.

### Sistemi e impianti

#### Scudo termico
L'intera struttura era rivestita da uno scudo termico ablativo studiato dalla Martin dello spessore compreso tra i 20 ed i 70 millimetri. Questo materiale (ESA 3560 HF) era formato da una struttura a nido d'ape che tratteneva il materiale ablativo costituito da un elastomero siliconico intrecciato con fibre di silice. I bordi di attacco delle appendici alari e parte della zona ventrale della fusoliera erano protette dall'ESA 5500 HF, simile al precedente ma di densità maggiore. Le zone maggiormente sollecitate termicamente (il cono anteriore ed i flap posti nella parte ventrale posteriore) erano invece protette da un polimero carbo-fenolico. Le superfici delle antenne erano rivestite di Teflon.

#### Controlli di volo

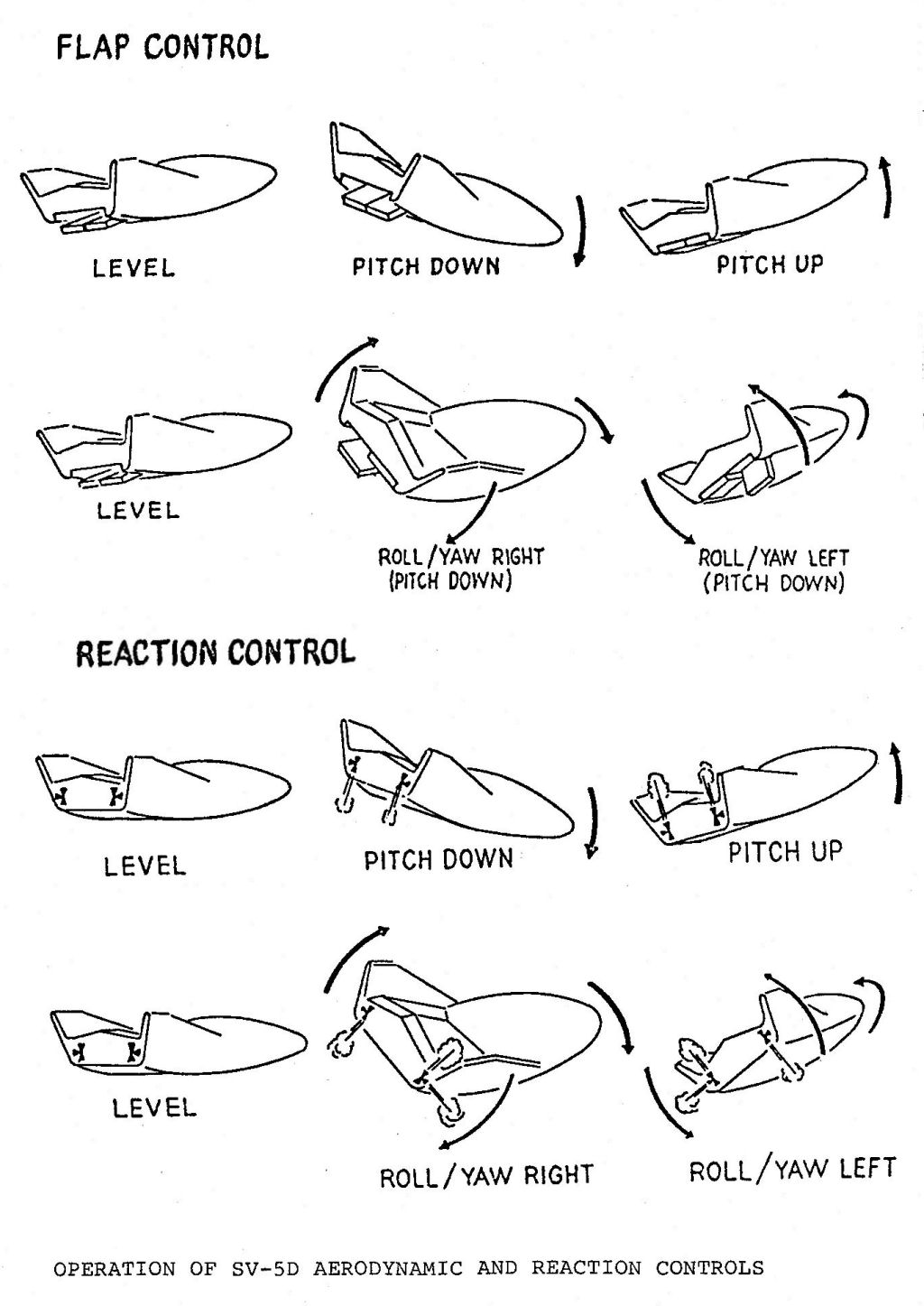
i controlli di volo dell'SV-5D

Il sistema di controllo dell'assetto (ARTIS, Attitude Reference and Trajectory Instrumentation System) era costituito da un sistema di navigazione inerziale composto da giroscopi ed accelerometri che fornivano ad un rudimentale computer le informazioni sull'assetto. Il profilo di missione era preprogrammato ed il computer aveva il compito di comandare gli attuatori dei flap ed i motori a razzo per mantenere l'assetto e la rotta.
Nel vuoto, l'assetto dell'SV-5D era controllato mediante un sistema RCS composto di 6 piccoli motori a razzo (due per ogni asse corpo) da 0,2 libbre (circa 90 grammi) di spinta alimentati con azoto a 40 psi (il serbatoio era caricato a 3000 psi) e comandati da valvole a solenoide, sufficienti a correggere gli errori iniziali dovuti alla separazione dal lanciatore e a mantenere l'assetto durante la fase di volo esoatmosferica.
Nella fase di volo atmosferica, invece, l'assetto veniva controllato variando la posizione di due flap mossi da due attuatori idraulici (uno per ogni flap) la cui pompa era alimentata da una batteria. Muovendoli entrambi contemporaneamente variava l'assetto sull'asse di beccheggio, muovendoli asimmetricamente variava l'assetto sugli assi di imbardata e rollio.
A bordo erano presenti tre batterie zinco-argento, una principale per il sistema di controllo d'assetto, una ausiliaria per il sistema idraulico e una per la strumentazione di bordo e la telemetria.

#### Sistema di recupero

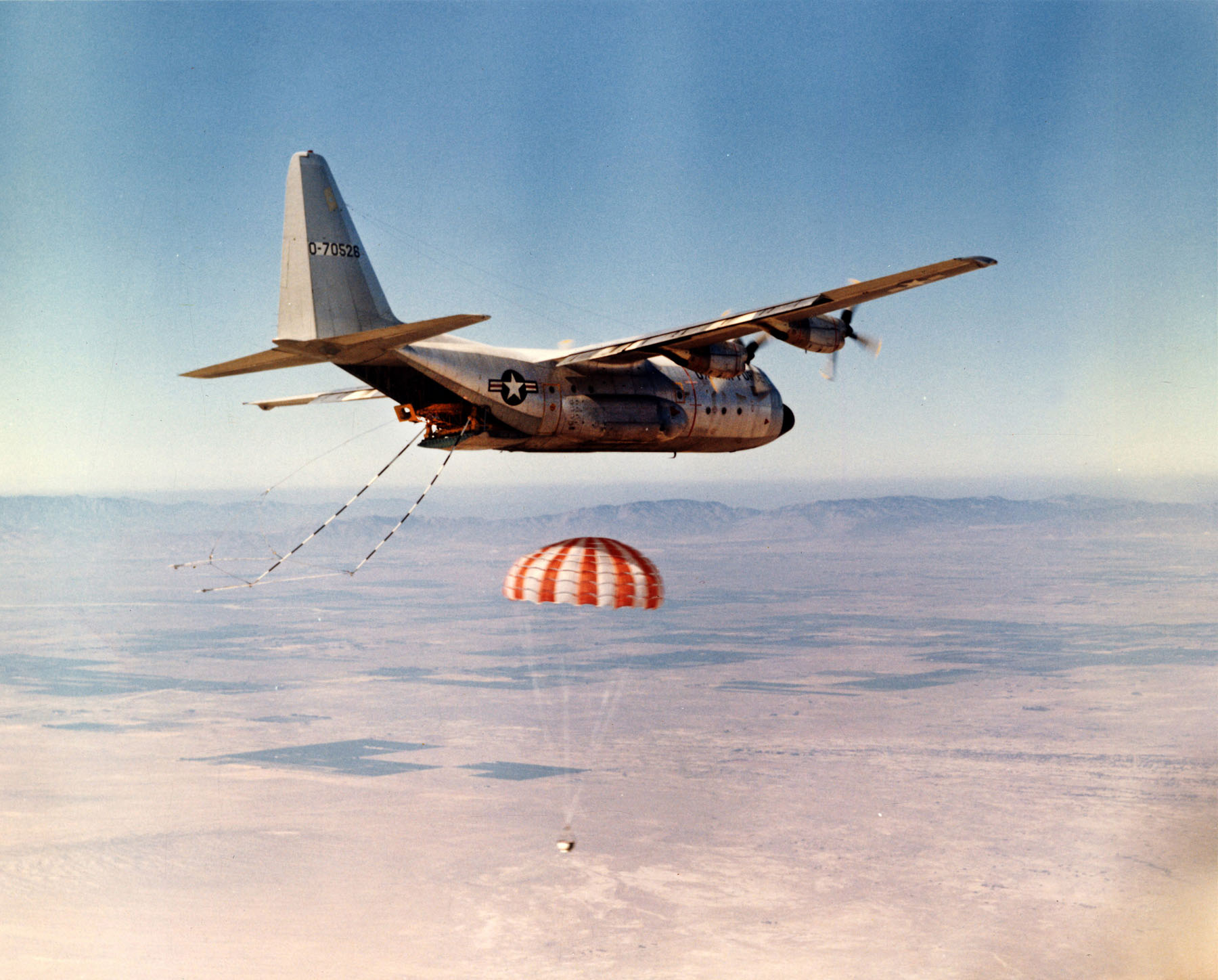
Un JC-130B in addestramento per il recupero di carichi in rientro dall'orbita terrestre

Nella fase di rientro, una volta raggiunta la velocità di Mach 2, veniva sparato con una carica pirotecnica un parafreno da un metro e mezzo di diametro per stabilizzare e rallentare ulteriormente il veicolo. Il parafreno estraeva anche il paracadute principale da 16 metri di diametro al quale era collegato il sistema per il recupero aereo del veicolo da parte di un JC-130B.

## Impiego operativo
L'originario programma di voli prevedeva quattro missioni, una per ogni esemplare costruito. Il primo fu lanciato il 21 dicembre 1966 dalla Vandenberg Air Force Base, con un profilo di missione di "minimo rischio", senza deviazioni dalla traiettoria e simulando il rientro sulla terra da un'orbita bassa. Il parafreno si aprì come previsto ad un'altezza di 30 chilometri, ma il paracadute principale non si dispiegò completamente ed il veicolo andò perso nell'oceano Pacifico.
Il secondo fu lanciato il 5 marzo del 1967 con una deviazione di circa 1000 km dalla traiettoria balistica ed effettuando manovre a velocità supersonica. Il sistema di recupero non funzionò completamente (alcune corde del paracadute principale non si strapparono come previsto al momento dell'aggancio con il C130) ed anche questo esemplare finì in mare.
Il terzo ed ultimo esemplare lanciato volò il 19 aprile 1967, simulando un rientro da orbita bassa con una deviazione di 1143 chilometri. Tutto andò secondo i programmi e fu recuperato con successo.
Il quarto esemplare era stato costruito per un'eventuale missione di riserva nel caso di fallimento di una missione precedente e non volò mai.

## Esemplari attualmente esistenti
Dei quattro esemplari inizialmente costruiti, i primi due non furono recuperati dopo il volo, il terzo (l'SV-5D 3) ed il quarto (SV-5D 4) sono esposti presso il National Museum of the United States Air Force.